# Radeberg

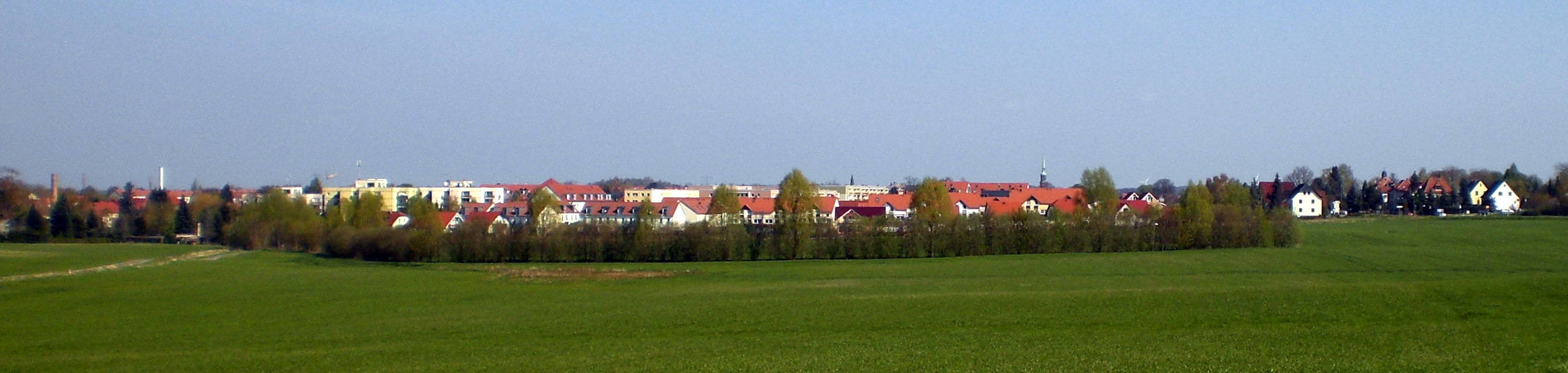
Radeberg (Saxony)

Radeberg là một đô thị có cự ly khoảng 20 km về phía đông bắc của Dresden trong bang Sachsen, Đức. Đô thị Radeberg có diện tích 30 km², dân số thời điểm ngày 31 tháng 12 năm 2006 là 18.769 người. 